# المؤتمر الفلسطيني الخامس
المؤتمر الفلسطيني الخامس في نابلس هو تجمع شعبي عقد بحضور مائة مندوب يمثلون كل فلسطين من 20 إلى 24 آب 1922. انتخب موسى كاظم الحسيني رئيساً للمؤتمر وتوفيق حماد نائباً للرئيس. إتخذ المؤتمر قرارات أهمها رفض الانتداب والدستور ومقاطعة انتخابات المجلس التشريعي وعدم الاشتراك في مشروع روتنبرغ للكهرباء وإصدار طوابع عليها شعارات فلسطينية ومقاطعة اليهود في البيع والشراء. شكلت لجنة تنفيذية للعمل علي تنفيذ القرارات.